# Ermida de Nossa Senhora do Pranto (Nordeste)
A Ermida de Nossa Senhora do Pranto localiza-se na freguesia de São Pedro de Nordestinho, concelho do Nordeste, na ilha de São Miguel, nos Açores.

## História
Este templo mariano sob a invocação de Nossa Senhora do Pranto foi erguido em 1522, sendo referido pelo padre Gaspar Frutuoso em sua crónica. De acordo com a tradição, naquele ano, grassando uma grande peste em Ponta Delgada, um moço guardador de gado avistou Nossa Senhora e a Virgem ter-lhe-á ordenado determinadas coisas, entre elas a construção da ermida. O povo, tomado de fé, tê-la-ia construído. Frutuoso refere ainda que outros fatos sobrenaturais se repetiram em 1563, por ocasião do grande terramoto. A seu turno, Frei Agostinho de Monte Alverne refere que a água teria milagrosamente aparecido e ainda que, depois de pronto, o templo seria destino de muita romagem.
Embora em 1607 a visitação a tivesse encontrado bem provida de alfaias, no decurso do século XVII a ermida conheceu um período de relativo abandono, a avaliar pelos depoimentos dos clérigos que a visitaram.
Teve esta ermida um ermitão, nomeado pelo vigário para recolher as esmolas que garantissem o culto respectivo, assim como existiram mordomos encarregados da festa da padroeira. Segundo se depreende das visitas dos bispos e licenciados, os eremitas quando saiam a pedir esmolas levavam consigo o painel da ermida e até a própria imagem, o que lhes foi proibido. Em 1699, o bispo da Diocese de Angra proibiu ainda que na ermida pernoitassem romeiros.
Em 1731, encontrava-se este templo muito desprezado, iniciando-se então um trabalho de reedificação, à custa de esmolas.
Ao longo do acesso à ermida foram colocados painéis de azulejos com os passos da Via-sacra.